# Arnulf von Soissons

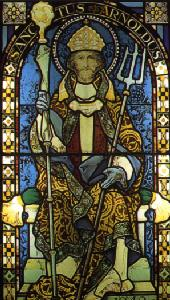
Heiliger Arnulf von Soissons

Arnulf von Soissons oder Arnout von Soissons oder Arnold van Tiegem (* um 1040 in Pamel, Flandern; † 15. August 1087 in Oudenburg) ist ein Heiliger der römisch-katholischen Kirche. Er war Benediktiner und Bischof von Soissons (Frankreich).

## Leben
Arnulf wurde um 1040 als Sohn der noblen Familie Paméle in der belgischen Region Flandern geboren. Mit ungefähr 20 Jahren trat er in die Ordensgemeinschaft der Benediktiner ein und lebte als Rekluse beim Kloster Saint Médard in Soissons, welches nördlich von Paris liegt. 1078 wurde ihm das Amt des Abtes von Saint Médard in Soissons übertragen, die Legende erzählt, dass er sich versteckt haben soll, um der Berufung aus dem Weg zu gehen, jedoch habe ihn ein Wolf aufgespürt.

## Bischof
1081 wurde er für den abgesetzten Bischof Ursio zum Bischof von Soissons ernannt. Bereits als Abt, aber auch als Oberhirte war er ein Befürworter der von Papst Gregor VII. eingeleiteten Reformen. Seine Amtseinführung wurde von seinem Vorgänger und dessen Anhängern unterbunden bzw. stark behindert. In mehreren Fällen fungierte er in bewaffneten Auseinandersetzungen als Vermittler zwischen den kriegsführenden Parteien, weshalb man ihn auch in Belgien und Frankreich „Apostel des Friedens“ nannte. Besonders wichtig war ihm die nationale Einigung der Flamen. 1085 musste er auf Druck seiner Gegner sein Amt niederlegen, er begab sich auf mehrere Missionsreisen und gründete 1084 die Abtei Aldenburg (Oudenbourg) bei Brügge. Während einer dieser Reisen erkrankte Bischof Arnulf und starb am 15. August 1087. Der 15. August ist sein Gedenktag.

## Verehrung und Heiligsprechung

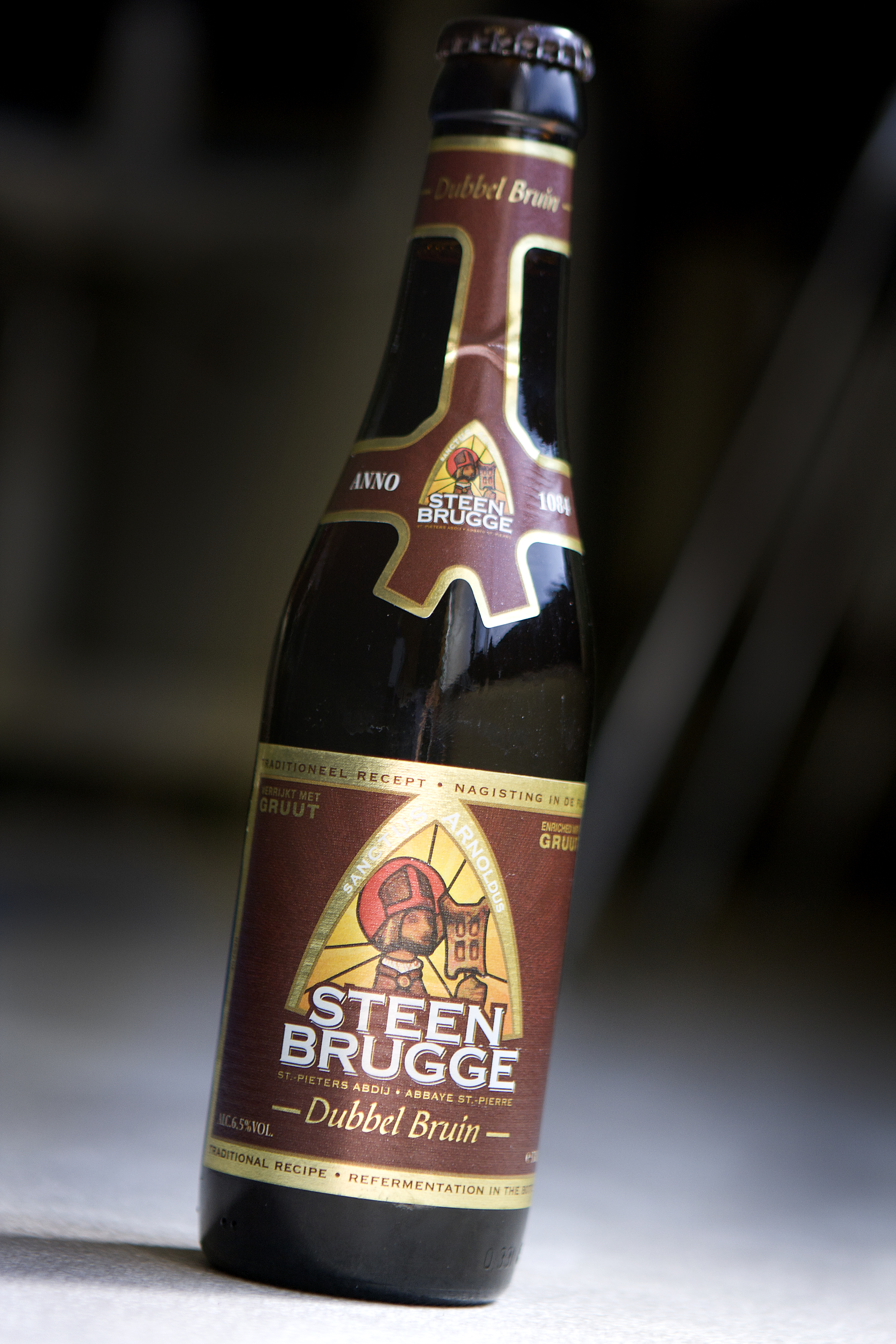
Steenbrugge Dubbel Bruin mit der Abbildung Arnulfs

An seinem Grab sollen wundersame Heilungen vorgekommen sein, und es begann eine Verehrung Arnulfs. Papst Calixt II. (1119–1124) sprach ihn 1121 heilig. Arnulf von Soissons ist der Schutzpatron der Bierbrauer und Müller, in der Kunst wird er sowohl als Mönch als auch als Bischof dargestellt und mit den Attributen der Mitra, Krummstab und Wolf (bezüglich der Legende) ausgeschmückt.

## Heiligenname
Es gibt drei Heilige des Namens Arnulf, hierzu zählen: Arnulf von Soissons, Arnulf von Metz (582?–640) und Arnulf von Gap († 1079).

## Trivia
Das Etikett der Steenbrugge-Biere zeigt das Bildnis des Heiligen Arnulf von Soissons.